# Еленова мишка
Еленова мишка (Peromyscus maniculatus) е вид дребен северноамерикански бозайник от семейство Хомякови (Cricetidae).

## Разпространение
Този гризач е разпространен от горските райони на Аляска и Канада на юг до централната част на Мексико. Видът обитава различни екологични зони като алпийски райони, тундрови гори, пустини, пасища, засети селскостопански площи до тропически гори. Поради разнообразните местообитания видът е представен от 66 подвида.

## Физически характеристики
Еленовата мишка има малък размер на тялото и е не по-голяма от домашната мишка. Обикновено е с дължина 119-222 mm и тегло от 10 – 24 грама. Дължината на опашката е променлива в различните популации и варира от 45 до 105 милиметра. Горските обитатели обикновено са по-големи и имат по-големи опашки и крака от прерийните форми. Тялото е кръгло и стройно. Главата има заострен нос с големи, черни, мънистени очи. Ушите са големи и покрити с къса козина.
На цвят еленовата мишка е сиво до червеникаво кафява, а вентрално е бяла. Козината е къса, мека и плътна. Опашката в горната страна е по-тъмна.

## Хранене
Еленовата мишка е всеядна. Храни се както с растения, плодове и семена така и с безгръбначни животни.

## Поведение
Видът е активен предимно нощем. Прекарва повечето от времето си на земята, но също така е умел катерач. Изгражда дупки под земята или в пънове и между корени на дърветата. Образуват колонии от един мъжки с няколко женски и младо поколение. През зимата с цел запазване на топлината в гнездото се събират повече индивиди от различни групи. През зимните месеци изпадат и във вцепление като намаляват телесната температура и пестят енергия.

## Размножаване
Бременността продължава от 22 до 26 дни като раждат от едно до единадесет малки.